# Neocossyphus fraseri
Neocossyphus fraseri е вид птица от семейство Дроздови (Turdidae).

## Разпространение и местообитание
Видът е разпространен в Ангола, Камерун, Централноафриканска република, Република Конго, Демократична република Конго, Екваториална Гвинея, Габон, Гвинея, Нигерия, Южен Судан, Танзания, Уганда и Замбия. Естественото му местообитание са субтропичните и тропически влажни низински гори.